# Fry (Futurama)
Philip J. Fry, conegut senzillament pel seu cognom, Fry, és un personatge de ficció protagonista de la sèrie d'animació televisiva Futurama. L'actor Billy West dona veu al personatge utilitzant un registre de veu com el que ell tenia quan tenia 25 anys. West també dona veu a un segon personatge a la sèrie: el capità Zapp Brannigan. Fry és un repartidor de pizza del segle XX que accidentalment acaba criogenitzat i desperta en el segle XXX on esdevé un repartidor de nou però en una empresa d'enviaments interestel·lars propietat del seu descendent, el Professor Farnsworth.

## Producció

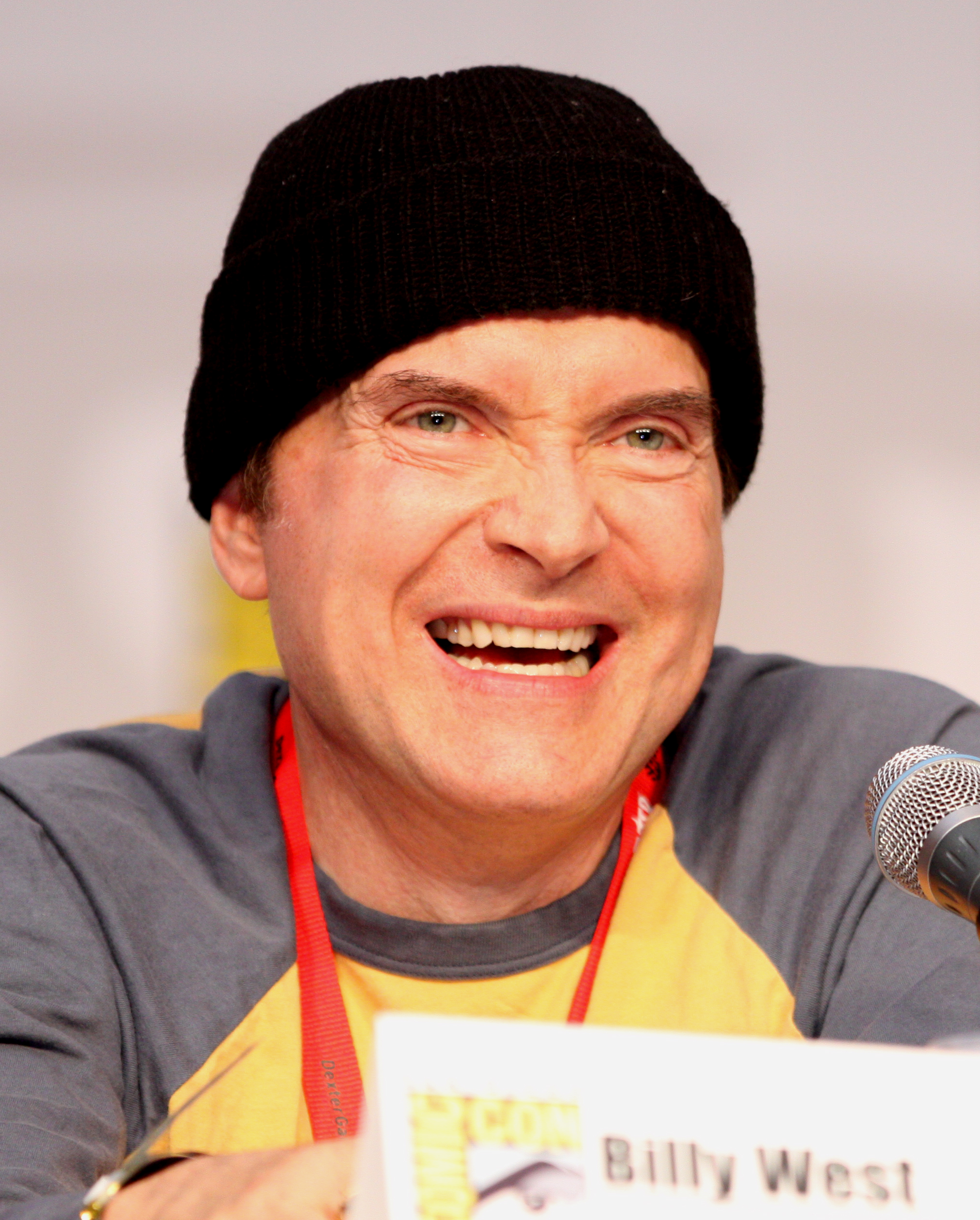
Billy West dona veu a Fry.

Billy va afirmar en una entrevista que Mat Groening va decidir el nom "Philip" com a homenatge al llavors recentment difunt Phil Hartman, el qual havia de donar veu al personatge Zapp Brannigan. Tanmateix, Groening va dir en una panell de Futurama a la Comi-Con de San Diego de 2013 que el nom era en realitat en honor del seu pare "Homer Phillip Groening".